# Коропластика

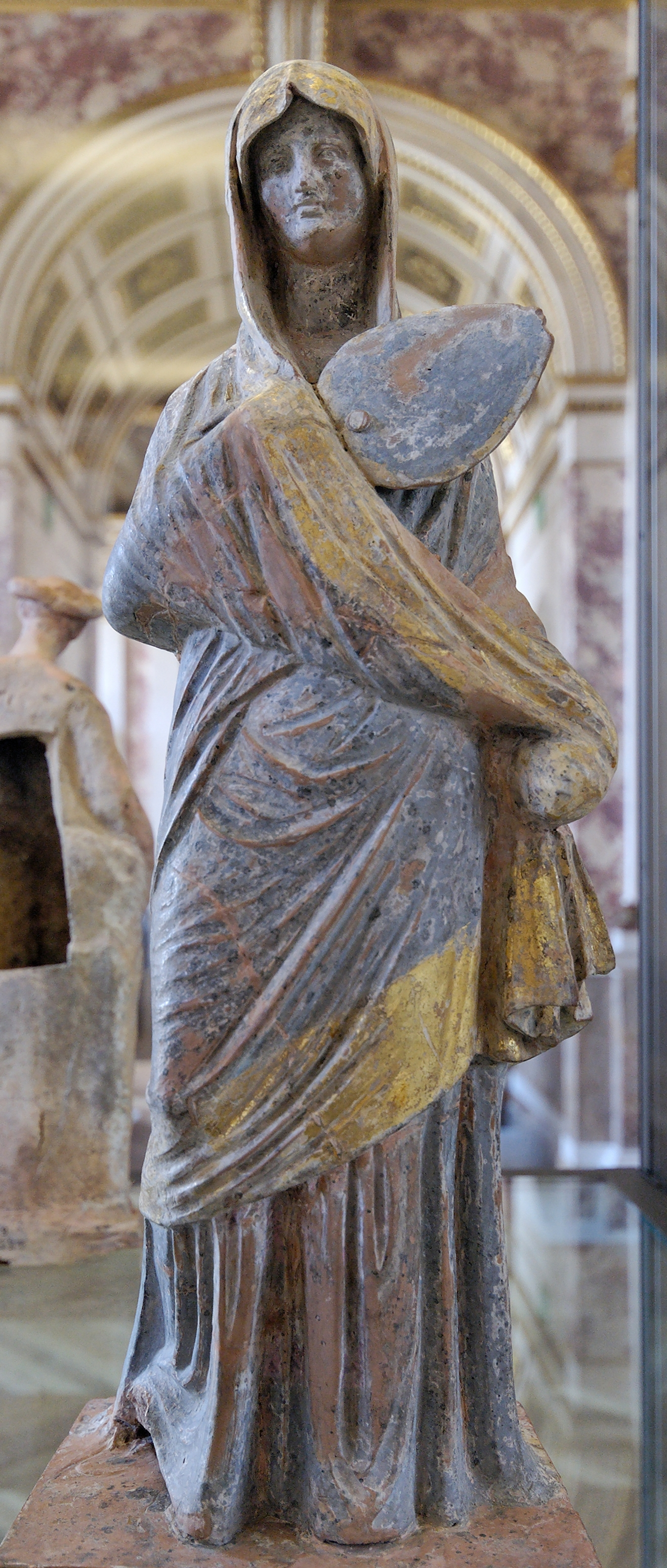
«Lady in blue», Лувр

Коропластика (грец. κόρη — дівчина, жіноча статуетка і грец. πλαοτική — ліплення) — розповсюджене в Давній Греції ремесло виготовлення різноманітних, переважно жіночих, фігурок з обпаленої глини (теракоти, від італ. terra — земля і cotta — обпалена), з воску, гіпсу тощо. Фігурки вироблялися у формах, обпалювалися, розписувалися натуральними фарбами. Були як об'ємними, розрахованими на огляд з усіх боків, так і однобічними (як правило, кріпилися на стінах). Зображували богів, міфологічних істот, сцени з міфів, жінок, учителів, акторів, тварин, птахів тощо, іноді повторювали великі скульптури. Прикрашали житла, використовувалися під час релігійних обрядів і як пожертви, а також як іграшки. Традиційними центрами їх виготовлення були Іонія (давньогрецька назва приберегової смуги середньої частини західного берега Малої Азії та прилеглих островів), о-в Родос в Егейському морі, м. Коринф (нині місто в Греції), Аттика (в давнину область на півн. сході Середньої Греції), Беотія (історична область в Середній Греції; «танагрські»). Майстерні коропластів існували в античних державах Північного Причорномор'я (Ольвія, Херсонес Таврійський, Боспорське царство). Серед місцевих виробів найбільш відомі — Кора-Персефона, Деметра, рельєф «Викрадення Еврідіки» (Ольвія), Геракл, який відпочиває (Херсонес Таврійський), та ін.